# Noah Rossler
Noah Rossler (* 10. April 2003 in Wiltz) ist ein luxemburgischer Fußballspieler.

## Karriere

### Verein
Rossler begann siebenjährig mit dem Vereinsfußball in Wintger im Kanton Clerf beim dort ansässigen AS Wincrange. Nach Deutschland gelangt spielte er ab der Saison 2017/18 in der Jugendabteilung von Eintracht Trier. Zur Saison 2020/21 kehrte er nach Luxemburg zurück zum Erstligisten FC Victoria Rosport. In seiner ersten Saison in der BGL Ligue absolvierte er 28 Partien, in denen er fünf Tore erzielte. In der Saison 2021/22 kam der Flügelspieler zu 27 Einsätzen in der höchsten luxemburgischen Spielklasse.
Im Juli 2022 wechselte Rossler zum österreichischen Zweitligisten First Vienna FC, bei dem er einen bis Juni 2023 laufenden Vertrag erhielt. Sein Debüt in der 2. Liga gab er im Oktober 2022, als er am zwölften Spieltag der Saison 2022/23 gegen die Young Violets Austria Wien in der Startelf stand. Insgesamt kam er dreimal in der 2. Liga zum Einsatz, ehe er die Wiener per Vertragsende wieder verließ.
Zur Saison 2023/24 kehrte er dann wieder nach Luxemburg zurück und wechselte zum Erstligisten FC Wiltz 71. Für Wiltz kam er zu fünf Einsätzen in der BGL Ligue. Im Januar 2024 wechselte Rossler dann ein zweites Mal nach Österreich, diesmal zum viertklassigen ASV 13 in die Wiener Stadtliga. Mit dem Verein stieg er jedoch am Saisonende in die 2. Landesliga ab.

### Nationalmannschaft
Nachdem Rossler für die Nachwuchsnationalmannschaft der Altersklassen U16, U17 und U19 bereits Länderspiele bestritten hatte, debütierte er im November 2020 in der EM-Qualifikation gegen die Italien für die U-21-Nationalmannschaft.